# ISO 14000
ISO 14000은 조직이 (a) 운영(프로세스 등)이 환경(물 또는 땅)에 부정적인 영향을 미치는 방식을 최소화하는 데 도움을 주기 위해 존재하는 환경 관리와 관련된 국제 표준화 기구(ISO)의 표준 제품군이다. (b) 해당 법률, 규정 및 기타 환경 친화적 요구 사항을 준수한다. (c) 위 사항을 지속적으로 개선한다.
ISO 14000은 서비스/제품 자체보다는 서비스/제품이 제공되는 프로세스와 관련이 있다는 점에서 ISO 9000 품질 관리와 유사하다. ISO 9001과 마찬가지로 인증은 ISO가 직접 부여하는 것이 아니라 제3자 기관에 의해 수행된다. ISO 19011 및 ISO 17021 감사 표준은 감사가 수행될 때 적용된다.
ISO 14001의 요구 사항은 유럽 연합의 환경 관리 및 감사 제도(EMAS)의 필수적인 부분이다. EMAS의 구조와 재료는 주로 성능 개선, 법률 준수 및 보고 의무와 관련하여 더욱 까다롭다. ISO 14001의 최신 버전은 2015년 9월에 발표된 ISO 14001:2015이다.

## ISO 14000 시리즈 표준 목록
- ISO 14001 환경 경영 시스템 - 사용 지침이 포함된 요구사항
- ISO 14004 환경 경영 시스템 - 구현 일반
- ISO 14005 환경 관리 시스템 - 단계별 구현에 대한 유연한 접근 방식
- ISO 14006 환경 관리 시스템 - 에코디자인 통합
- ISO 14015 환경 관리 - 현장 및 조직의 환경 평가(EASO)
- ISO 14020 ~ 14025 환경 라벨 및 선언
- ISO/NP 14030 녹색 채권 - 후보 프로젝트 및 자산의 환경 성과; 생산 후 환경 평가에 대해 논의한다.
- ISO 14031 환경경영 - 환경성과평가 - 가이드라인
- ISO 14040 ~ 14049 환경 관리 - 수명주기 평가; 사전 제작 계획 및 환경 목표 설정에 대해 논의한다.
- ISO 14050 환경 관리 - 어휘; 용어 및 정의
- ISO/TR 14062 환경 관리 - 환경 측면을 제품 설계 및 개발에 통합
- ISO 14063 환경 관리 - 환경 커뮤니케이션 - 가이드라인 및 예시
- ISO 14064 온실가스; 온실가스 배출량 측정, 정량화 및 감소
- ISO 14090 기후 변화에 대한 적응 - 원칙, 요구 사항 및 가이드라인

## 같이 보기
- 환경경제학
- 환경, 사회, 기업 지배구조
- 국제 표준화 기구
- ISO 9000
- ISO 26000
- 지속가능 개발 목표